# Alfta landskommun
Alfta landskommun var en tidigare kommun i Gävleborgs län.

## Administrativ historik
Kommunen bildades när 1862 års kommunalförordningar trädde i kraft i Alfta socken i Hälsingland.
Den 1 januari 1950 (enligt beslut den 18 mars 1949) överfördes från Alfta landskommun och församling till Ovanåkers landskommun och församling vissa områden med 47 invånare och omfattande en areal av 4,03 km², varav allt land.
Kommunreformen 1952 påverkade inte kommunen.
Den 1 januari 1960 överfördes från Alfta landskommun och församling till Bollnäs stad och församling ett obebott område omfattande en areal av 0,11 km², varav allt land.
Den 1 januari 1963 överfördes från Alfta landskommun och församling två områden, dels ett obebott område omfattande en areal av 0,04 km² land till Ovanåkers församling och dels ett obebott område omfattande en areal av 0,02 km² land till Voxna församling, båda inom Ovanåkers landskommun.
Arbetet inför kommunreformen 1971 orsakade problem, då oenighet om vart Alfta borde föras uppstod. Tätorten Alfta är belägen mellan Bollnäs och Edsbyn, dock något närmare Edsbyn, som är centralort i Ovanåkers kommun. I ett längre historiskt perspektiv fanns också en större samhörighet med Ovanåker, som bröts ur socknen Alfta år 1639.
Alfta landskommun lades den 1 januari 1974 samman med Bollnäs kommun, för att efter protester redan 1 januari 1977 överföras till Ovanåkers kommun.

### Kyrklig tillhörighet
I kyrkligt hänseende tillhörde kommunen Alfta församling samt det inom församlingen liggande Svabensverks kapellag, som hade separat kyrkobokföring även efter det 1922 upphört som kapellag.

## Kommunvapnet
Blasonering: I fält av silver en i dess mitt bjälkvis ställd, röd ål ovanför tre av vågskuror bildade blå strängar.
Motivet är hämtat från Alfta sockens sigill från 1750-talet. Vapnet fastställdes av Kungl Maj:t 1970 och dess giltighet upphörde vid sammanläggningen med Bollnäs 1974.

## Geografi
Alfta landskommun omfattade den 1 januari 1952 en areal av 1 010,67 km², varav 925,87 km² land. Efter nymätningar och arealberäkningar samt områdesöverföringar färdiga den 1 januari 1961 omfattade landskommunen samma datum en areal av 1 020,82 km², varav 936,63 km² land.

### Tätorter i kommunen 1960
| Tätort              | Folkmängd |
| ------------------- | --------- |
| Alfta               | 1 324     |
| Runemo              | 308       |
| Viksjöfors, del ava | 97        |

Tätortsgraden i kommunen var den 1 november 1960 30,6 procent.

## Politik

### Mandatfördelning i valen 1938–1970
| 16 | 8 | 4 | 2 |

| 30 |

| 16 | 8 | 5 |  |

| 27 |

| 2 | 14 | 8 | 6 |

| 27 |

| 14 | 9 | 7 |

| 27 |

| 15 | 7 | 6 | 2 |

| 26 |

| 14 | 8 | 5 | 3 |

| 28 |

| 14 | 9 | 5 | 2 |

| 28 |

| 12 | 10 | 6 | 2 |

| 27 |

| 12 | 13 | 4 |  |  |

| 24 | 7 |